# Conclaaf van 2025

Paus Leo XIV kort na zijn verkiezing

Het conclaaf van 2025 vond plaats van 7 tot 8 mei 2025 en volgde op de dood van paus Franciscus die overleed op paasmaandag 21 april. Het conclaaf leidde in twee stemdagen en na vier stemmingen tot de verkiezing tot paus van de Noord-Amerikaan Robert Prevost, die de naam Leo XIV aannam. De voorzitter van het conclaaf was Pietro Parolin, vanuit zijn functie als oudste aanwezige kardinaal-bisschop.

## Kiesgerechtigde kardinalen

Aantal kiesgerechtigde kardinalen per continent. Italië is apart weergegeven.

Het College van Kardinalen telde bij het overlijden van paus Franciscus 252 leden van wie er 135 kiesgerechtigd waren. Gerechtigd om te stemmen voor een nieuwe paus waren alleen degenen die bij de aanvang van het conclaaf nog niet de leeftijd van tachtig jaar bereikt hadden. De gemiddelde leeftijd van de kardinaal-electoren was zeventig jaar; van deze kiesgerechtigde kardinalen waren er 108 door Franciscus benoemd, zijn voorganger Benedictus XVI benoemde er 22, en vijf kardinalen werden door Johannes Paulus II benoemd. Van de 135 kiesgerechtigde kardinalen waren er 133 aanwezig op het conclaaf.

Sinds de afkondiging van Romano Pontifici Eligendo en Universi Dominici Gregis in 1975 is het nominale maximumaantal kiesgerechtigde kardinalen vastgesteld op 120. Het conclaaf van 2025 werd het eerste sinds de invoering van deze limiet waarbij er op de dag dat het pausambt vacant werd meer dan 120 stemgerechtigde kardinalen zijn. Volgens het canonieke recht had echter elke kardinaal die jonger was dan tachtig jaar en zijn stemrecht niet had opgegeven, het recht om deel te nemen aan het conclaaf. Veel kerkjuristen waren van mening dat de paus bij het benoemen van meer dan 120 kiesgerechtigde kardinalen een uitzondering maakte op zijn eigen regels en dat alle kardinalen onder de tachtig jaar gerechtigd waren om aan het conclaaf deel te nemen. Deze aanname werd op 30 april bevestigd door de algemene vergadering van kardinalen, die verklaarde dat alle kiesgerechtigde kardinalen die bij het conclaaf aanwezig zijn, mochten stemmen.
De geografische verdeling van de 135 stemgerechtigden:

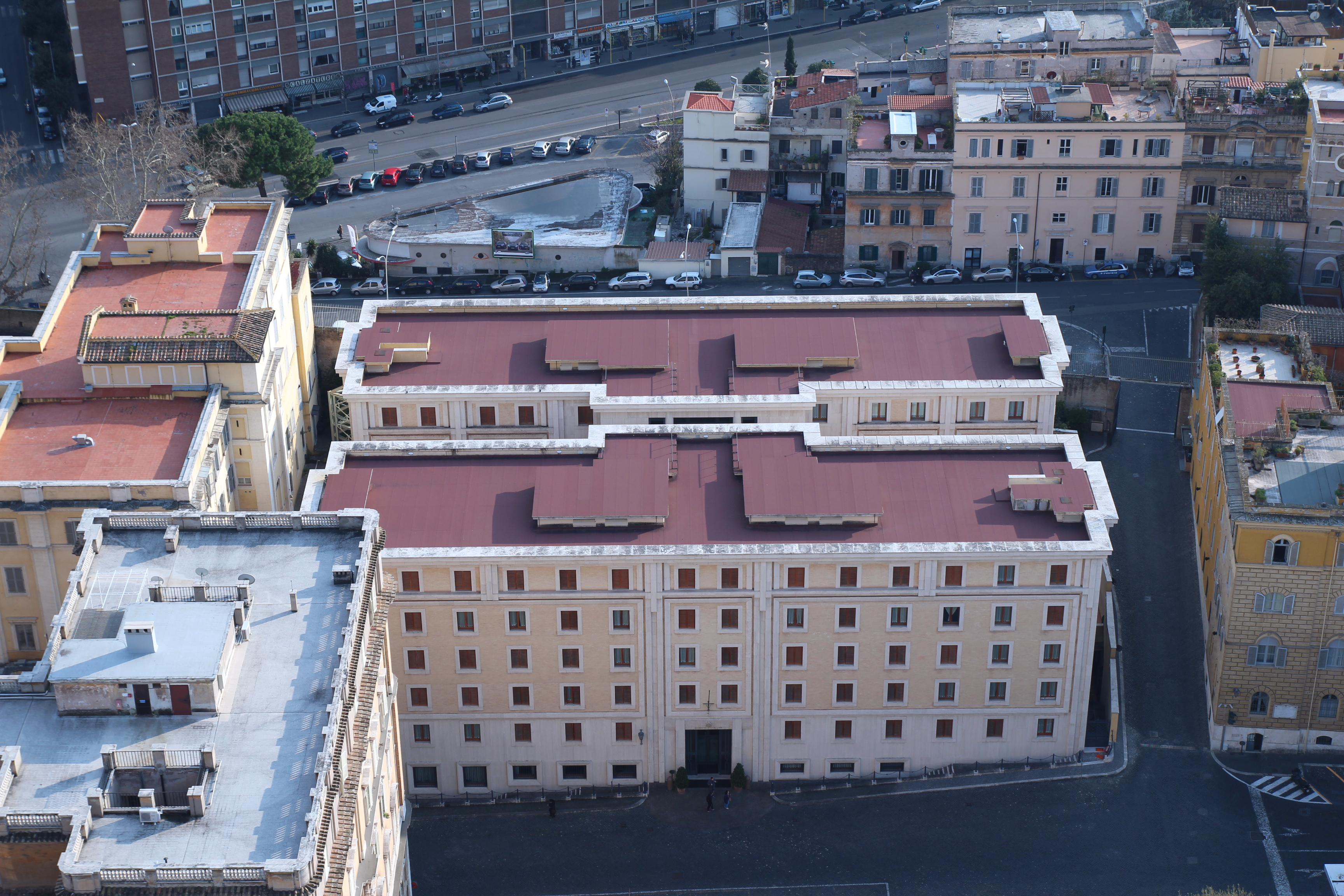
Domus Sanctae Marthae waar de conclavisten de maaltijden nuttigden en de nacht doorbrachten.

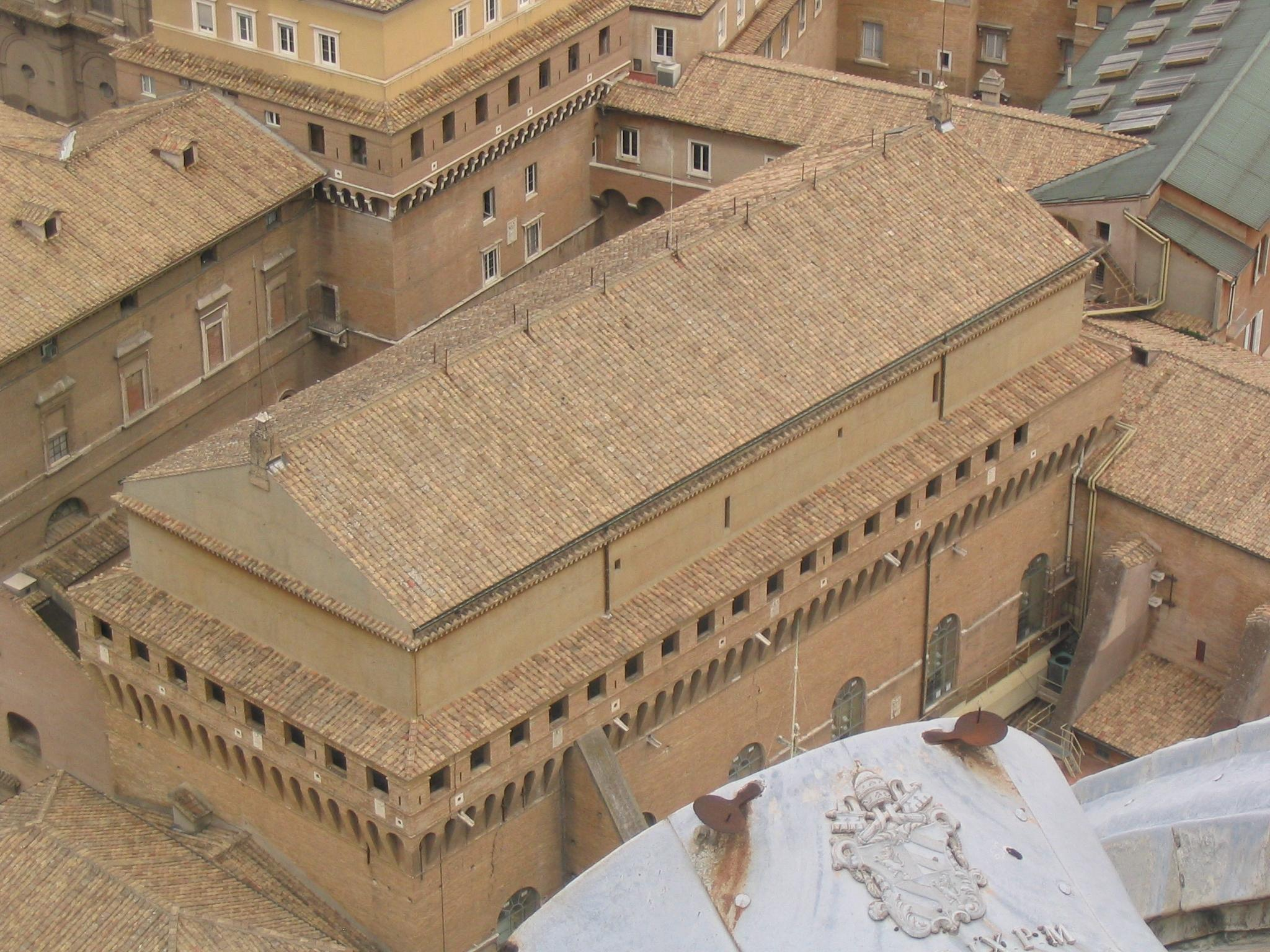
Sixtijnse Kapel waar het conclaaf plaatsvond.

- Europa: 53
  - Italië: 17
  - Rest van Europa: 36
- Amerika: 37
  - Noord-Amerika: 14
  - Midden-Amerika: 6
  - Zuid-Amerika:17
- Afrika: 18
- Azië en Oceanië: 27
  - Azië: 23
  - Oceanië: 4

| Naam                                       | Geboren               | Land                          | Titel en titelkerk                                                                  | Ambt | Kardinaal sinds       |
| Kardinaal-bisschoppen                      | Kardinaal-bisschoppen | Kardinaal-bisschoppen         | Kardinaal-bisschoppen                                                               | Kardinaal-bisschoppen | Kardinaal-bisschoppen |
| ------------------------------------------ | --------------------- | ----------------------------- | ----------------------------------------------------------------------------------- | --- | --------------------- |
| Pietro Parolin                             | 17/01/1955            | Italië                        | Kardinaal-bisschop van Santi Simone e Giuda Taddeo a Torre Angela                   | Kardinaal-staatssecretaris | 22/02/2014            |
| Fernando Filoni                            | 15/04/1946            | Italië                        | Kardinaal-bisschop van Nostra Signora di Coromoto in San Giovanni di Dio            | Grootmeester van de Orde van het Heilig Graf van Jeruzalem                                                                    | 18/02/2012            |
| Luis Antonio Tagle                         | 21/06/1957            | Filipijnen                    | Kardinaal-bisschop van San Felice da Cantalice a Centocelle                         | Pro-prefect van de tweede afdeling van het Dicasterie voor Evangelisatie                                                      | 24/11/2012            |
| Robert Francis Prevost                     | 14/09/1955            | Verenigde Staten Peru         | Kardinaal-bisschop van Albano                                                       | Prefect van het Dicasterie voor de Bisschoppen                                                                                | 30/09/2023            |
| Louis Raphaël I Sako                       | 04/07/1948            | Irak                          | Kardinaal-patriarch                                                                 | Patriarch van Bagdad van de Chaldeeërs                                                                                        | 28/06/2018            |
| Kardinaal-priesters                        |                       |                               |                                                                                     | |                       |
| Vinko Puljić                               | 08/09/1945            | Bosnië en Herzegovina         | Kardinaal-priester van Santa Chiara a Vigna Clara                                   | Aartsbisschop emeritus van Vrhbosna                                                                                           | 26/11/1994            |
| Péter Erdő                                 | 25/06/1952            | Hongarije                     | Kardinaal-priester van Santa Maria Nuova                                            | Aartsbisschop van Esztergom-Boedapest                                                                                         | 21/10/2003            |
| Philippe Barbarin                          | 17/10/1950            | Frankrijk                     | Kardinaal-priester van Santissima Trinità al Monte Pincio                           | Aartsbisschop emeritus van Lyon                                                                                               | 21/10/2003            |
| Josip Bozanić                              | 20/03/1949            | Kroatië                       | Kardinaal-priester van San Girolamo dei Croati                                      | Aartsbisschop emeritus van Zagreb                                                                                             | 21/10/2003            |
| Peter Kodwo Appiah Turkson                 | 11/10/1948            | Ghana                         | Kardinaal-priester van San Liborio                                                  | Kanselier van de Pauselijke Academie voor de Wetenschappen en de Pauselijke Academie voor Sociale Wetenschappen               | 21/10/2003            |
| Stanisław Ryłko                            | 04/07/1945            | Polen                         | Kardinaal-priester van Sacro Cuore di Cristo Re                                     | Aartspriester van de basiliek van Santa Maria Maggiore                                                                        | 24/11/2007            |
| Daniel Nicholas DiNardo                    | 23/05/1949            | Verenigde Staten              | Kardinaal-priester van Sant'Eusebio                                                 | Aartsbisschop emeritus van Galveston-Houston                                                                                  | 24/11/2007            |
| Odilo Pedro Scherer                        | 21/09/1949            | Brazilië                      | Kardinaal-priester van Sant'Andrea al Quirinale                                     | Aartsbisschop van São Paulo                                                                                                   | 24/11/2007            |
| José Francisco Robles Ortega               | 02/03/1949            | Mexico                        | Kardinaal-priester van Santa Maria della Presentazione                              | Aartsbisschop van Guadalajara                                                                                                 | 24/11/2007            |
| Robert Sarah                               | 15/06/1945            | Guinee                        | Kardinaal-priester van San Giovanni Bosco in via Tuscolana                          | Prefect emeritus van de Congregatie voor de Goddelijke Eredienst en de Regeling van de Sacramenten                            | 20/11/2010            |
| Reinhard Marx                              | 21/09/1953            | Duitsland                     | Kardinaal-priester van San Corbiniano                                               | Aartsbisschop van München-Freising en coördinator van het Secretariaat voor de Economie                                       | 20/11/2010            |
| Kurt Koch                                  | 15/03/1950            | Zwitserland                   | Kardinaal-priester van Nostra Signora del Sacro Cuore                               | Prefect van het Dicasterie voor Bevordering van de Eenheid van de Christenen                                                  | 20/11/2010            |
| Kazimierz Nycz                             | 01/02/1950            | Polen                         | Kardinaal-priester van Santi Silvestro e Martino ai Monti                           | Aartsbisschop emeritus van Warschau                                                                                           | 20/11/2010            |
| Raymond Leo Burke                          | 30/06/1948            | Verenigde Staten              | Kardinaal-priester van Sant'Agata dei Goti                                          | Kardinaal-patroon emeritus van de Orde van Malta                                                                              | 20/11/2010            |
| Albert Malcolm Ranjith Patabendige Don     | 15/11/1947            | Sri Lanka                     | Kardinaal-priester van San Lorenzo in Lucina                                        | Aartsbisschop van Colombo | 20/11/2010            |
| Rainer Maria Woelki                        | 18/08/1956            | Duitsland                     | Kardinaal-priester van San Giovanni Maria Vianney                                   | Aartsbisschop van Keulen | 18/02/2012            |
| Wim Eijk                                   | 22/06/1953            | Nederland                     | Kardinaal-priester van San Callisto                                                 | Aartsbisschop van Utrecht | 18/02/2012            |
| Timothy Dolan                              | 06/02/1950            | Verenigde Staten              | Kardinaal-priester van Nostra Signora di Guadalupe a Monte Mario                    | Aartsbisschop van New York | 18/02/2012            |
| João Braz de Aviz                          | 24/04/1947            | Brazilië                      | Kardinaal-priester van Sant'Elena fuori Porta Prenestina                            | Prefect emeritus van het Dicasterie voor Instituten van Gewijd Leven en voor Gemeenschappen van Apostolisch Leven             | 18/02/2012            |
| Giuseppe Betori                            | 25/02/1947            | Italië                        | Kardinaal-priester van San Marcello                                                 | Aartsbisschop emeritus van Florence                                                                                           | 18/02/2012            |
| Thomas Christopher Collins                 | 16/01/1947            | Canada                        | Kardinaal-priester van San Patrizio                                                 | Aartsbisschop emeritus van Toronto                                                                                            | 18/02/2012            |
| James Michael Harvey                       | 20/10/1949            | Verenigde Staten              | Kardinaal-priester van San Pio V a Villa Carpegna                                   | Aartspriester van de basiliek van Sint-Paulus buiten de Muren                                                                 | 24/11/2012            |
| Isaac Cleemis Thottunkal                   | 15/06/1959            | India                         | Kardinaal-priester van San Gregorio VII                                             | Grootaartsbisschop-katholikos van Trivandrum                                                                                  | 24/11/2012            |
| Chibly Langlois                            | 29/11/1958            | Haïti                         | Kardinaal-priester van San Giacomo in Augusta                                       | Bisschop van Les Cayes | 22/02/2014            |
| Gérald Cyprien Lacroix                     | 27/07/1957            | Canada                        | Kardinaal-priester van San Giuseppe all'Aurelio                                     | Aartsbisschop van Québec | 22/02/2014            |
| Orani João Tempesta                        | 23/06/1950            | Brazilië                      | Kardinaal-priester van Santa Maria Madre della Provvidenza a Monte Verde            | Aartsbisschop van São Sebastião do Rio de Janeiro                                                                             | 22/02/2014            |
| Leopoldo José Brenes Solórzano             | 07/03/1949            | Nicaragua                     | Kardinaal-priester van San Gioacchino ai Prati di Castello                          | Aartsbisschop van Managua | 22/02/2014            |
| Gerhard Ludwig Müller                      | 31/12/1947            | Duitsland                     | Kardinaal-priester van Sant'Agnese in Agone                                         | Prefect emeritus van de Congregatie voor de Geloofsleer                                                                       | 22/02/2014            |
| Mario Aurelio Poli                         | 29/11/1947            | Argentinië                    | Kardinaal-priester van San Roberto Bellarmino                                       | Aartsbisschop emeritus van Buenos Aires                                                                                       | 22/02/2014            |
| Philippe Nakellentuba Ouédraogo            | 31/12/1945            | Burkina Faso                  | Kardinaal-priester van Santa Maria Consolatrice al Tiburtino                        | Aartsbisschop van Ouagadougou                                                                                                 | 22/02/2014            |
| Jean-Pierre Kutwa                          | 22/12/1945            | Ivoorkust                     | Kardinaal-priester van Santa Emerenziana a Tor Fiorenza                             | Aartsbisschop emeritus van Abidjan                                                                                            | 22/02/2014            |
| Vincent Nichols                            | 08/11/1945            | Verenigd Koninkrijk           | Kardinaal-priester van Santissimo Redentore e Sant'Alfonso in Via Merulana          | Aartsbisschop van Westminster                                                                                                 | 22/02/2014            |
| Soane Patita Paini Mafi                    | 19/12/1961            | Tonga                         | Kardinaal-priester van Santa Paola Romana                                           | Bisschop van Tonga | 14/02/2015            |
| Daniel Fernando Sturla Berhouet            | 04/07/1959            | Uruguay                       | Kardinaal-priester van Santa Galla                                                  | Aartsbisschop van Montevideo                                                                                                  | 14/02/2015            |
| Arlindo Gomes Furtado                      | 15/11/1949            | Kaapverdië                    | Kardinaal-priester van San Timoteo                                                  | Bisschop van Santiago di Cabo Verde                                                                                           | 14/02/2015            |
| Francis Xavier Kriengsak Kovithavanij      | 27/06/1949            | Thailand                      | Kardinaal-priester van Santa Maria Addolorata                                       | Aartsbisschop emeritus van Bangkok                                                                                            | 14/02/2015            |
| Charles Maung Bo                           | 29/10/1948            | Myanmar                       | Kardinaal-priester van Sant'Ireneo a Centocelle                                     | Aartsbisschop van Yangon | 14/02/2015            |
| Manuel José Macário do Nascimento Clemente | 16/07/1948            | Portugal                      | Kardinaal-priester van Sant'Antonio in Campo Marzio                                 | Patriarch emeritus van Lissabon                                                                                               | 14/02/2015            |
| Berhaneyesus Demerew Souraphiel            | 14/07/1948            | Ethiopië                      | Kardinaal-priester van San Romano Martire                                           | Aartsbisschop van Addis Abeba                                                                                                 | 14/02/2015            |
| John Atcherley Dew                         | 05/05/1948            | Nieuw-Zeeland                 | Kardinaal-priester van Sant'Ippolito                                                | Aartsbisschop emeritus van Wellington                                                                                         | 14/02/2015            |
| Francesco Montenegro                       | 22/05/1946            | Italië                        | Kardinaal-priester van Santi Andrea e Gregorio al Monte Celio                       | Aartsbisschop emeritus van Agrigento                                                                                          | 14/02/2015            |
| Carlos Osoro Sierra                        | 16/05/1945            | Spanje                        | Kardinaal-priester van Santa Maria in Trastevere                                    | Aartsbisschop emeritus van Madrid                                                                                             | 19/11/2016            |
| Dieudonné Nzapalainga                      | 14/03/1967            | Centraal-Afrikaanse Republiek | Kardinaal-priester van Sant'Andrea della Valle                                      | Aartsbisschop van Bangui | 19/11/2016            |
| Sérgio da Rocha                            | 21/10/1959            | Brazilië                      | Kardinaal-priester van Santa Croce in Via Flaminia                                  | Aartsbisschop van São Salvador da Bahia                                                                                       | 19/11/2016            |
| John Ribat                                 | 09/02/1957            | Papoea-Nieuw-Guinea           | Kardinaal-priester van San Giovanni Battista de' Rossi                              | Aartsbisschop van Port Moresby                                                                                                | 19/11/2016            |
| Joseph William Tobin                       | 03/05/1952            | Verenigde Staten              | Kardinaal-priester van Santa Maria delle Grazie a Via Trionfale                     | Aartsbisschop van Newark | 19/11/2016            |
| Carlos Aguiar Retes                        | 09/01/1950            | Mexico                        | Kardinaal-priester van Santi Fabiano e Venanzio a Villa Fiorelli                    | Aartsbisschop van Mexico-Stad                                                                                                 | 19/11/2016            |
| Blase Joseph Cupich                        | 19/03/1949            | Verenigde Staten              | Kardinaal-priester van San Bartolomeo all'Isola                                     | Aartsbisschop van Chicago | 19/11/2016            |
| Jozef De Kesel                             | 17/06/1947            | België                        | Kardinaal-priester van Santi Giovanni e Paolo                                       | Aartsbisschop emeritus van Mechelen-Brussel                                                                                   | 19/11/2016            |
| Anders Arborelius                          | 24/09/1949            | Zweden                        | Kardinaal-priester van Santa Maria degli Angeli                                     | Bisschop van Stockholm | 28/06/2017            |
| Juan José Omella                           | 21/04/1946            | Spanje                        | Kardinaal-priester van Santa Croce in Gerusalemme                                   | Aartsbisschop metroliet van Barcelona                                                                                         | 28/06/2017            |
| Konrad Krajewski                           | 24/11/1963            | Polen                         | Kardinaal-priester van Santa Maria Immacolata all'Esquilino                         | Prefect van het Dicasterie voor de Dienst van Naastenliefde                                                                   | 28/06/2018            |
| Désiré Tsarahazana                         | 13/06/1954            | Madagaskar                    | Kardinaal-priester van San Gregorio Barbarigo alle Tre Fontane                      | Aartsbisschopvan Toamasina | 28/06/2018            |
| Angelo De Donatis                          | 04/01/1954            | Italië                        | Kardinaal-priester van San Marco                                                    | Kardinaal-grootpenitentiarius van de Apostolische Penitentiarie                                                               | 28/06/2018            |
| Thomas Aquino Manyo Maeda                  | 03/03/1949            | Japan                         | Kardinaal-priester van Santa Pudenziana                                             | Aartsbisschop van Osaka-Takamatsu                                                                                             | 28/06/2018            |
| Giuseppe Petrocchi                         | 19/08/1948            | Italië                        | Kardinaal-priester van San Giovanni Battista dei Fiorentini                         | Aartsbisschop emeritus van L'Aquila                                                                                           | 28/06/2018            |
| António Augusto dos Santos Marto           | 05/05/1947            | Portugal                      | Kardinaal-priester van Santa Maria sopra Minerva                                    | Bisschop emeritus van Leiria-Fátima                                                                                           | 28/06/2018            |
| Joseph Coutts                              | 12/07/1945            | Pakistan                      | Kardinaal-priester van San Bonaventura da Bagnoregio                                | Aartsbisschop emeritus van Karachi                                                                                            | 28/06/2018            |
| Juan de la Caridad García Rodríguez        | 11/07/1948            | Cuba                          | Kardinaal-priester van Santi Aquila e Priscilla                                     | Aartsbisschop van Havana | 05/10/2019            |
| Álvaro Leonel Ramazzini Imeri              | 16/07/1947            | Guatemala                     | Kardinaal-priester van San Giovanni Evangelista a Spinaceto                         | Bisschop van Huehuetenango | 05/10/2019            |
| Fridolin Ambongo Besungu                   | 24/01/1960            | Congo-Kinshasa                | Kardinaal-priester van San Gabriele Arcangelo all'Acqua Traversa                    | Aartsbisschop van Kinshasa | 05/10/2019            |
| Jean-Claude Hollerich                      | 09/08/1958            | Luxemburg                     | Kardinaal-priester van San Giovanni Crisostomo a Monte Sacro Alto                   | Aartsbisschop van Luxemburg                                                                                                   | 05/10/2019            |
| Matteo Maria Zuppi                         | 11/10/1955            | Italië                        | Kardinaal-priester van Sant'Egidio                                                  | Aartsbisschop van Bologna | 05/10/2019            |
| Cristóbal López Romero                     | 19/05/1952            | Spanje                        | Kardinaal-priester van San Leone I                                                  | Aartsbisschop van Rabat | 05/10/2019            |
| Ignatius Suharyo Hardjoatmodjo             | 09/07/1950            | Indonesië                     | Kardinaal-priester van Spirito Santo alla Ferratella                                | Aartsbisschop van Jakarta | 05/10/2019            |
| Wilton Daniel Gregory                      | 07/12/1947            | Verenigde Staten              | Kardinaal-priester van Santa Maria Immacolata a Grottarossa                         | Aartsbisschop emeritus van Washington                                                                                         | 28/11/2020            |
| Augusto Paolo Lojudice                     | 01/07/1964            | Italië                        | Kardinaal-priester van Santa Maria del Buon Consiglio                               | Aartsbisschop van Siena-Colle di Val d'Elsa-Montalcino en Bisschop van Montepulciano-Chiusi-Pienza                            | 28/11/2020            |
| Antoine Kambanda                           | 10/11/1958            | Rwanda                        | Kardinaal-priester van San Sisto                                                    | Aartsbisschop van Kigali | 28/11/2020            |
| Jose Fuerte Advincula                      | 30/03/1952            | Filipijnen                    | Kardinaal-priester van San Vigilio                                                  | Aartsbisschop van Manilla | 28/11/2020            |
| Giorgio Marengo                            | 07/06/1974            | Italië                        | Kardinaal-priester van San Giuda Taddeo Apostolo                                    | Prefect van de apostolische prefectuur Ulaanbaatar                                                                            | 27/08/2022            |
| Virgílio do Carmo da Silva                 | 27/11/1967            | Oost-Timor                    | Kardinaal-priester van Sant'Alberto Magno                                           | Aartsbisschop van Dili | 27/08/2022            |
| Paulo Cezar Costa                          | 20/07/1967            | Brazilië                      | Kardinaal-priester van Santi Bonifacio e Alessio                                    | Aartsbisschop van Brasilia | 27/08/2022            |
| Peter Ebere Okpaleke                       | 01/03/1963            | Nigeria                       | Kardinaal-priester van Santi Martiri dell'Uganda a Poggio Ameno                     | Bisschop van Ekwulobia | 27/08/2022            |
| Anthony Poola                              | 15/11/1961            | India                         | Kardinaal-priester van Santi Protomartiri a Via Aurelia Antica                      | Aartsbisschop van Hyderabad                                                                                                   | 27/08/2022            |
| Jean-Marc Aveline                          | 26/12/1958            | Frankrijk                     | Kardinaal-priester van Santa Maria ai Monti                                         | Aartsbisschop van Marseille                                                                                                   | 27/08/2022            |
| William Goh Seng Chye                      | 25/06/1957            | Singapore                     | Kardinaal-priester van Santa Maria "Regina Pacis" in Ostia mare                     | Aartsbisschop van Singapore                                                                                                   | 27/08/2022            |
| Robert Walter McElroy                      | 05/02/1954            | Verenigde Staten              | Kardinaal-priester van San Frumenzio ai Prati Fiscali                               | Aartsbisschop van Washington                                                                                                  | 27/08/2022            |
| Filipe Neri Ferrão                         | 20/01/1953            | India                         | Kardinaal-priester van Santa Maria in Via                                           | Aartsbisschop van Goa en Damão                                                                                                | 27/08/2022            |
| Adalberto Martínez Flores                  | 08/07/1951            | Paraguay                      | Kardinaal-priester van San Giovanni a Porta Latina                                  | Aartsbisschop van Asunción | 27/08/2022            |
| Leonardo Ulrich Steiner                    | 06/11/1950            | Brazilië                      | Kardinaal-priester van San Leonardo da Porto Maurizio ad Acilia                     | Aartsbisschop van Manaus | 27/08/2022            |
| Oscar Cantoni                              | 01/09/1950            | Italië                        | Kardinaal-priester van Santa Maria "Regina Pacis" a Monte Verde                     | Bisschop van Como | 27/08/2022            |
| Américo Aguiar                             | 12/12/1973            | Portugal                      | Kardinaal-priester van Sant'Antonio da Padova in Via Merulana                       | Bisschop van Setúbal | 30/09/2023            |
| François-Xavier Bustillo                   | 23/11/1968            | Frankrijk                     | Kardinaal-priester van Santa Maria Immacolata di Lourdes a Boccea                   | Bisschop van Ajaccio | 30/09/2023            |
| José Cobo Cano                             | 20/09/1965            | Spanje                        | Kardinaal-priester van Santa Maria in Monserrato degli Spagnoli                     | Aartsbisschop van Madrid | 30/09/2023            |
| Pierbattista Pizzaballa                    | 21/04/1965            | Italië                        | Kardinaal-priester van Sant'Onofrio                                                 | Patriarch van het Latijns patriarchaat van Jeruzalem                                                                          | 30/09/2023            |
| Grzegorz Ryś                               | 09/02/1964            | Polen                         | Kardinaal-priester van Santi Cirillo e Metodio                                      | Aartsbisschop van Łódź | 30/09/2023            |
| Stephen Ameyu Martin Mulla                 | 10/01/1964            | Zuid-Soedan                   | Kardinaal-priester van Santa Gemma Galgani                                          | Aartsbisschop van Juba | 30/09/2023            |
| Luis José Rueda Aparicio                   | 03/03/1962            | Colombia                      | Kardinaal-priester van San Luca a Via Prenestina                                    | Aartsbisschop van Bogota | 30/09/2023            |
| Protase Rugambwa                           | 31/05/1960            | Tanzania                      | Kardinaal-priester van Santa Maria in Montesanto                                    | Aartsbisschop van Tabora | 30/09/2023            |
| Stephen Chow Sau-yan                       | 07/08/1959            | Hongkong                      | Kardinaal-priester van San Giovanni Battista de La Salle                            | Bisschop van Hongkong | 30/09/2023            |
| Ángel Sixto Rossi                          | 11/08/1958            | Argentinië                    | Kardinaal-priester van Santa Bernadette Soubirous                                   | Aartsbisschop van Córdoba | 30/09/2023            |
| Stephen Brislin                            | 24/09/1956            | Zuid-Afrika                   | Kardinaal-priester van Santa Maria Domenica Mazzarello                              | Aartsbisschop van Johannesburg                                                                                                | 30/09/2023            |
| Sebastian Francis                          | 11/11/1951            | Maleisië                      | Kardinaal-priester van Santa Maria Causa Nostrae Laetitiae                          | Bisschop van Penang | 30/09/2023            |
| Mykola Byčok                               | 13/02/1980            | Oekraïne                      | Kardinaal-priester van Santa Sofia a Via Boccea                                     | Aartsbisschop van Melbourne                                                                                                   | 07/12/2024            |
| Francis Leo                                | 30/06/1971            | Canada                        | Kardinaal-priester van Santa Maria della Salute a Primavalle                        | Aartsbisschop van Toronto | 07/12/2024            |
| Baldassare Reina                           | 26/11/1970            | Italië                        | Kardinaal-priester van Santa Maria Assunta e San Giuseppe a Primavalle              | Vicaris generaal van het bisdom Rome en aartspriester van de aartsbasiliek van Sint-Jan van Lateranen                         | 07/12/2024            |
| Roberto Repole                             | 29/01/1967            | Italië                        | Kardinaal-priester van Gesù Divin Maestro alla Pineta Sacchetti                     | Aartsbisschop van Turijn en bisschop van Susa                                                                                 | 07/12/2024            |
| Dominique Mathieu                          | 13/06/1963            | België                        | Kardinaal-priester van Santa Giovanna Antida Thouret                                | Aartsbisschop van Teheran-Isfahan                                                                                             | 07/12/2024            |
| Domenico Battaglia                         | 20/01/1963            | Italië                        | Kardinaal-priester van San Marco in Agro Laurentino                                 | Aartsbisschop van Napels | 07/12/2024            |
| Jean-Paul Vesco                            | 10/03/1962            | Frankrijk                     | Kardinaal-priester van Sacro Cuore di Gesù agonizzante a Vitinia                    | Aartsbisschop van Algiers | 07/12/2024            |
| Ignace Bessi Dogbo                         | 17/08/1961            | Ivoorkust                     | Kardinaal-priester van Santi Mario e Compagni Martiri                               | Aartsbisschop van Abidjan | 07/12/2024            |
| Jaime Spengler                             | 06/09/1960            | Brazilië                      | Kardinaal-priester van San Gregorio Magno alla Magliana Nuova                       | Aartsbisschop van Porto Alegre                                                                                                | 07/12/2024            |
| Pablo Virgilio Siongco David               | 02/03/1959            | Filipijnen                    | Kardinaal-priester van Trasfigurazione di Nostro Signore Gesù Cristo                | Bisschop van Kalookan | 07/12/2024            |
| Tarcisius Isao Kikuchi                     | 01/11/1958            | Japan                         | Kardinaal-priester van San Giovanni Leonardi                                        | Aartsbisschop van Tokio | 07/12/2024            |
| Fernando Natalio Chomalí Garib             | 10/03/1957            | Chili                         | Kardinaal-priester van San Mauro Abate                                              | Aartsbisschop van Santiago de Chile                                                                                           | 07/12/2024            |
| Ladislav Német                             | 07/09/1956            | Servië                        | Kardinaal-priester van Santa Maria Stella Maris                                     | Aartsbisschop van Belgrado | 07/12/2024            |
| Luis Gerardo Cabrera Herrera               | 11/10/1955            | Ecuador                       | Kardinaal-priester van Sacra Famiglia di Nazareth a Centocelle                      | Aartsbisschop van Guayaquil                                                                                                   | 07/12/2024            |
| Vicente Bokalic Iglic                      | 11/06/1952            | Argentinië                    | Kardinaal-priester van Santa Maria Maddalena in Campo Marzio                        | Aartsbisschop van Santiago del Estero                                                                                         | 07/12/2024            |
| Carlos Castillo Mattasoglio                | 28/02/1950            | Peru                          | Kardinaal-priester van Santa Maria delle Grazie a Casal Boccone                     | Aartsbisschop van Lima | 07/12/2024            |
| Kardinaal-diakens                          |                       |                               |                                                                                     | |                       |
| Dominique Mamberti                         | 07/03/1952            | Frankrijk                     | Kardinaal-diaken van Santo Spirito in Sassia                                        | Prefect van de Hoogste Rechtbank van de Apostolische Signatuur en Kardinaal-protodiaken                                       | 14/02/2015            |
| Mario Zenari                               | 05/01/1946            | Italië                        | Kardinaal-diaken van Santa Maria delle Grazie alle Fornaci fuori Porta Cavalleggeri | Apostolisch Nuntius van Syrië                                                                                                 | 19/11/2016            |
| Kevin Joseph Farrell                       | 02/09/1947            | Verenigde Staten              | Kardinaal-diaken van San Giuliano Martire                                           | Prefect van het Dicasterie voor Leken, Gezin en Leven en Camerlengo                                                           | 19/11/2016            |
| Michael Czerny                             | 18/07/1946            | Canada                        | Kardinaal-diaken van San Michele Arcangelo                                          | Prefect van het Dicasterie voor de Bevordering van de Integrale Menselijke Ontwikkeling                                       | 05/10/2019            |
| José Tolentino Calaça de Mendonça          | 15/12/1965            | Portugal                      | Kardinaal-diaken van Santi Domenico e Sisto                                         | Prefect van het Dicasterie voor Cultuur en Onderwijs                                                                          | 05/10/2019            |
| Marcello Semeraro                          | 22/12/1947            | Italië                        | Kardinaal-diaken van Santa Maria in Domnica                                         | Prefect van het Dicasterie voor de Heiligverklaringen                                                                         | 28/11/2020            |
| Mauro Gambetti                             | 27/10/1965            | Italië                        | Kardinaal-diaken van Santissimo Nome di Maria al Foro Traiano                       | Vicaris-generaal voor Vaticaanstad, aartspriester van de Sint-Pietersbasiliek en president van de Kerkfabriek van Sint-Pieter | 28/11/2020            |
| Mario Grech                                | 20/02/1957            | Malta                         | Kardinaal-diaken van Santi Cosma e Damiano                                          | Secretaris-generaal van de Bisschoppensynode                                                                                  | 28/11/2020            |
| Lazarus You Heung-sik                      | 17/11/1951            | Zuid-Korea                    | Kardinaal-diaken van Gesù Buon Pastore alla Montagnola                              | Prefect van het Dicasterie voor de Clerus                                                                                     | 27/08/2022            |
| Arthur Roche                               | 06/03/1950            | Verenigd Koninkrijk           | Kardinaal-diaken van San Saba                                                       | Prefect van het Dicasterie voor de Goddelijke Eredienst en de Regeling van de Sacramenten                                     | 27/08/2022            |
| Víctor Manuel Fernández                    | 18/07/1962            | Argentinië                    | Kardinaal-diaken van Santi Urbano e Lorenzo a Prima Porta                           | Prefect van het Dicasterie voor de Geloofsleer                                                                                | 30/09/2023            |
| Claudio Gugerotti                          | 07/10/1955            | Italië                        | Kardinaal-diaken van Sant'Ambrogio della Massima                                    | Prefect van het Dicasterie voor de Oosterse Kerken                                                                            | 30/09/2023            |
| Ángel Fernández Artime                     | 21/08/1960            | Spanje                        | Kardinaal-diaken van Santa Maria Ausiliatrice in via Tuscolana                      | Pro-prefect van het Dicasterie voor Instituten van Gewijd Leven en voor Gemeenschappen van Apostolisch Leven                  | 30/09/2023            |
| Emil Paul Tscherrig                        | 03/02/1947            | Zwitserland                   | Kardinaal-diaken van San Giuseppe in Via Trionfale                                  | Apostolisch nuntius emeritus van Italië en San Marino                                                                         | 30/09/2023            |
| Christophe Pierre                          | 30/01/1946            | Frankrijk                     | Kardinaal-diaken van San Benedetto fuori Porta San Paolo                            | Apostolisch nuntius van de Verenigde Staten van Amerika                                                                       | 30/09/2023            |
| Fabio Baggio                               | 15/01/1965            | Italië                        | Kardinaal-diaken van San Filippo Neri in Eurosia                                    | Ondersecretaris van het Dicasterie voor de Bevordering van de Integrale Menselijke Ontwikkeling                               | 07/12/2024            |
| George Jacob Koovakad                      | 11/08/1973            | India                         | Kardinaal-diaken van Sant'Antonio di Padova a Circonvallazione Appia                | Prefect van het Dicasterie voor de Interreligieuze Dialoog                                                                    | 07/12/2024            |
| Rolandas Makrickas                         | 31/01/1972            | Litouwen                      | Kardinaal-diaken van Sant'Eustachio                                                 | Aartspriester van de Basiliek van Santa Maria Maggiore                                                                        | 07/12/2024            |
| Timothy Radcliffe                          | 22/08/1945            | Verenigd Koninkrijk           | Kardinaal-diaken van Santissimi Nomi di Gesù e Maria in via Lata                    | Magister-generaal emeritus van de dominicanen                                                                                 | 07/12/2024            |

### Kiesgerechtigde kardinalen die zich afmeldden voor het conclaaf[6]
- Antonio Cañizares Llovera, kardinaal-priester en aartsbisschop van Valencia (Spanje), vanwege gezondheidsredenen
- John Njue, kardinaal-priester en aartsbisschop van Nairobi (Kenia), vanwege gezondheidsredenen

## Verloop
Na het uitspreken van het Extra Omnes (allen naar buiten) door de pauselijke ceremoniemeester Diego Giovanni Ravelli verlieten alle niet-conclavisten de kapel en werd de deur tussen de kapel en de Sala Regia door de ceremoniemeester gesloten. 
De eerste stemronde op 7 mei leverde geen nieuwe paus op, getuige de zwarte rook die om 21.02 uur plaatselijke tijd uit de schoorsteen kwam. De daaropvolgende tweede en derde stemronde die een dag later voor de middag plaatsvonden leverden ook geen twee derde meerderheid op voor een van de kandidaten. In de  vierde stemronde kreeg kardinaal-bisschop Robert Prevost - een augustijn uit de Verenigde Staten die tevens de Peruaanse nationaliteit bezat - meer dan 100 van de 133 stemmen, voldoende voor het pausschap. Om 18.08 uur plaatselijke tijd kwam er die dag witte rook uit de schoorsteen, ten teken dat een paus gekozen was. Prevost nam de pausnaam Leo XIV aan.

## Gebruikte gebouwen

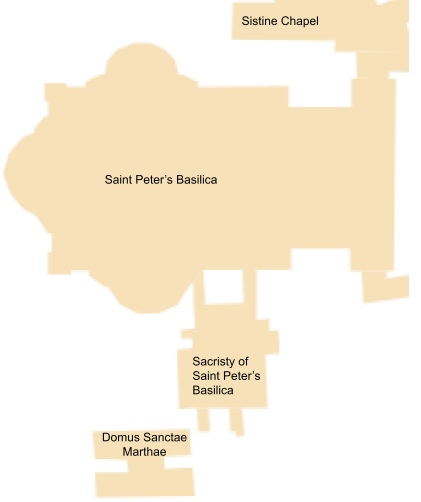
Gebouwen gebruikt bij een conclaaf.

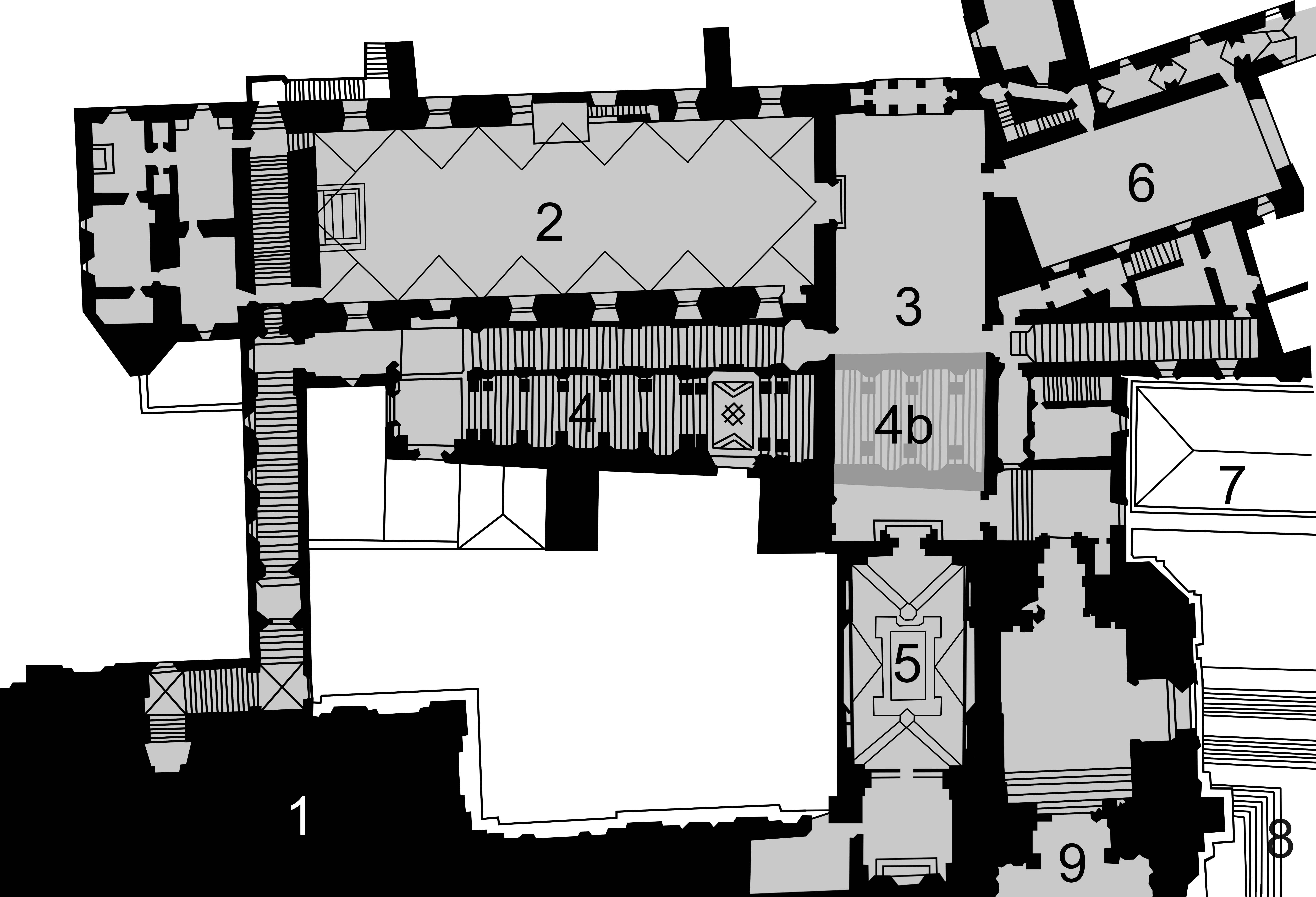
Plattegrond met Sint-Pietersbasiliek (1) en Sixtijnse Kapel (2) met de nabije ruimten Sala Regia (3) en Cappella Paolina (5).

De volgende gebouwen werden gebruikt tijdens het conclaaf:
- Het Domus Sanctae Marthae: de verblijfplaats (in een geïsoleerd gedeelte) van de kardinalen en de conclavisten (voor en na de werkuren) tijdens het preconclaaf en het conclaaf zelf.
- Het Apostolisch Paleis met de Cappella Paolina (Paulinische Kapel), de kapel waar de kardinalen ‘s morgens de mis vierden voor de eerste stemronde van de dag. Ze wordt van de Sixtijnse Kapel gescheiden door de Sala Regia, waarlangs de kardinalen de Sixtijnse Kapel betreden.[9]
- De Cappella Sistina (Sixtijnse Kapel): waar (tijdens de werkuren) het eigenlijke conclaaf plaatsvond.

De Via delle Fondamenta, die achter de Sint-Pietersbasiliek loopt, werd tijdens het conclaaf als snelste weg gebruikt tussen de Domus Sancta Marthae en de Sixtijnse Kapel. De kiesgerechtigde kardinalen mochten daar onderweg volgens de Universi Dominici Gregis niet benaderd noch aangesproken worden. Via deze weg konden de kardinalen die slecht ter been zijn met een bus vervoerd worden.